# BioWare
BioWare je kanadska računalna tvrtka osnovana u veljači 1995. Sjedište je u Edmonton u Alberti, Kanada. BioWare proizvodi igraće konzole i videoigre i postao je poznat po igrama kao što su Baldur's Gate i Neverwinter Nights, koje su osvojile mnoge nagrade. Proizveli su i nekoliko igara namijenjenih konzolama: Star Wars: Knights of the Old Republic, Jade Empire,  Mass Effect, Sonic Chronicles: The Dark Brotherhood, i Dragon Age: Origins.
Tvrtku je 2005. otkupio američki Electronic Arts, ali je BioWare zadržao svoje ime i brand.

## Videoigre
| Videoigra                                   | Izdanje |
| ------------------------------------------- | ------- |
| Shattered Steel                             | 1996.   |
| Baldur's Gate                               | 1998.   |
| Baldur's Gate: Tales of the Sword Coast     | 1999.   |
| MDK2                                        | 2000.   |
| Baldur's Gate II: Shadows of Amn            | 2000.   |
| Baldur's Gate II: Throne of Bhaal           | 2001.   |
| Neverwinter Nights                          | 2002.   |
| Neverwinter Nights: Shadows of Undrentide   | 2003.   |
| Neverwinter Nights: Hordes of the Underdark | 2003.   |
| Star Wars: Knights of the Old Republic      | 2003.   |
| Jade Empire                                 | 2005.   |
| Mass Effect                                 | 2007.   |
| Sonic Chronicles: The Dark Brotherhood      | 2008.   |
| Mass Effect Galaxy                          | 2009.   |
| Dragon Age: Origins                         | 2009.   |
| Mass Effect 2                               | 2010    |
| Dragon Age: Origins - Awakening             | 2010.   |
| Star Wars: The Old Republic                 | TBA     |
| Dragon Age 2                                | 2011    |
| Mass Effect 3                               | 2012    |

## Vanjske poveznice
- Službena stranica
- BioWare na MobyGames